# 瓦烏州
瓦烏州（英語：Wau）是南蘇丹曾经的一个州，位在該國西部。人口431,230人（2014年），首府瓦烏，下轄8郡。

## 行政區劃
下轄8郡：
- Kuarjina
- Roc Roc Dong
- Marial Bai
- Odechy
- Kangi
- Busalia
- Bagari
- Baili